# Eugenia zuluensis
Eugenia zuluensis är en myrtenväxtart som beskrevs av Dummer. Eugenia zuluensis ingår i släktet Eugenia och familjen myrtenväxter. Inga underarter finns listade i Catalogue of Life.